# Етимологія назв континентів

## Африка
Давні римляни використовували назву лат. Africa terra («земля Afri» або «Afer») для північної частини континенту (територія сучасного Тунісу). Походження Afer, можливо, від арабського слова, що означає «пил»; племені Afridi, що знаходиться у Північній Африці навколо області Carthage; від грецького aphrike — «без холоду»; від латинського aprica — «сонячний».

## Америка
Походження терміна Америка спірне.
За найпопулярнішою теорією, назва походить від латинізованого імені дослідника Амеріго Веспуччі, Americus Vespucius, що перетворилося на Америку, слово жіночого роду. Жіночий рід був обраний відповідно до закінчення всіх інших відомих на той час континентів: Азія, Африка і Європа.

## Азія
У ранні часи термін «Азія» відносився лише до маленького регіону, відомого сьогодні як Анатолія (частина Туреччини). Пізніше ця назва стала означати набагато більшу область землі, з якою її пов'язують сьогодні.
Етимологію слова можна тільки припускати. Найбільш можливе походження від семітського кореня «Asu», що означає «сходження» чи «світло» по відношенню до сонця. Таким чином Азія означає «Східна Земля».

## Австралія
Назва країни походить з лат. terra australis incognita, що означає південна невідома земля. Територія була названа так ранніми європейськими дослідниками, які вірили, що австралійський материк був набагато більшим, ніж вони поки відкрили. Мандрівник Метью Фліндерс (1774–1814), який першим досліджував австралійський берег і зробив його карту, використав термін Австралія у своїй роботі «Подорож до Terra Australis». Попередні голландські дослідники використовували терміни як Australisch, так і Нова Голландія (Nova Hollandia).

## Європа
Слово «Європа» стосувалось тільки маленької області на території сучасної Фракії у Туреччині. Згодом ця назва стала означати цілу частину світу.
Остаточна етимологія грецького слова «Europa» невідома. Проте найбільш можливе походження від семітського кореня «Ereb», який означає «темрява» чи «захід» стосовно західного місцерозташування області відносно Месопотамії, Левантійського узбережжя, Анатолії та Босфору. Таким чином, слово означає «Земля заходу сонця» чи «Західна земля».
Антична цивілізація пропонує народну етимологію. У давньогрецькій міфології Європа була дочкою фінікійського короля Агенора. Коли Зевс побачив її, він перетворився на ніжного білого бика й наблизився до неї та її друзів. Вона забралась на спину бика і вони попливли до острова Крит, де вона закохалась у Зевса і мала від нього трьох синів (Міноса, Радаманта і Сарпедона, перші два разом з Аяксом були трьома суддями підземелля).
Згодом Мінос став першим царем острова Крит.